# Ebrach
Ebrach è un comune tedesco di 1 873 abitanti, situato nel land della Baviera.

## Monumenti e luoghi d'interesse

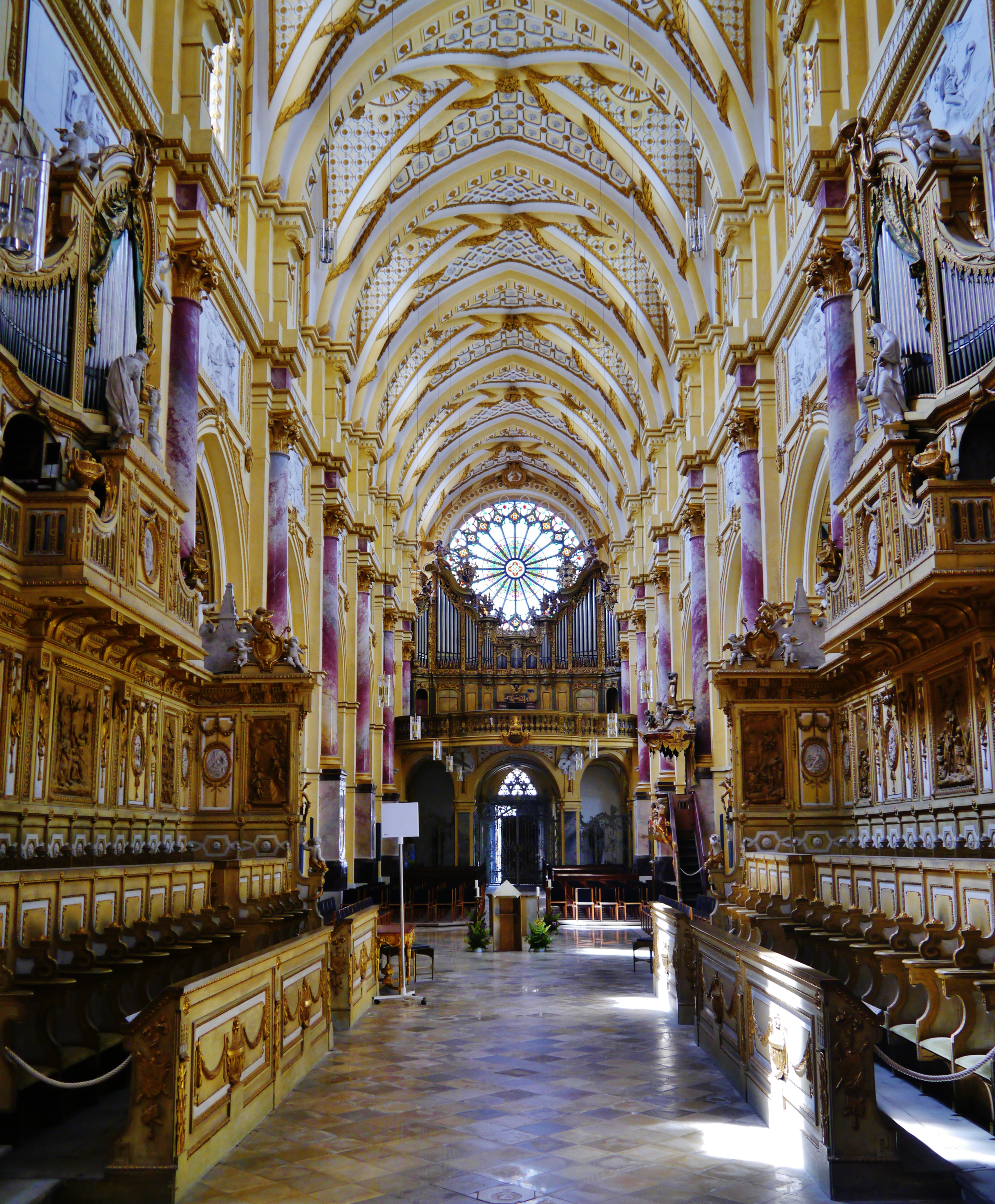
Interno della chiesa abbaziale.

- Monastero di Ebrach. . È un'antica abbazia cistercense eretta nel 1127 e trasformata in stile barocco dal 1687 su progetto di J.L.Dientzenhofer. La chiesa, ancora gotica, venne rivestita all'interno da una sontuosa decorazione di stucchi fra il 1773 e il 1791 ad opera di Materno Bossi.